# 알베르 삼비 로콩가
알베르음보요 삼비 로콩가 (Albert-Mboyo Sambi Lokonga, 1999년 10월 22일 ~ )는 벨기에의 축구 선수로 현재 스페인 라리가의 세비야에서 미드필더로 뛰고 있으며 대한민국 K리그1의 인천 유나이티드에서 활동하고 있는 콩고 민주 공화국 대표팀 출신 폴조제 음포쿠의 동생이다.